# Anthonyite
L'anthonyite est un minéral halogénure de cuivre secondaire hydraté de formule chimique Cu(OH,Cl)2·3(H2O). Elle a été découverte en 1963 dans la mine Centennial, à Calumet, dans le comté de Houghton, Michigan, États-Unis par le minéralogiste de l'Université de l'Arizona, John W. Anthony (1920-1992), à qui le nom du minéral se réfère.
L'anthonyite est de couleur lavande, d'une dureté faible (niveau 2 sur l'échelle de Mohs) et cristallise dans le système cristallin monoclinique.
La paragenèse de l'anthonyite dans la première croûte hadéenne de la Terre agée de plus de 4,50 milliards d'années, dans les minéraux zéolithiques hébergés dans du basalte.
Le minéral se présente sous forme d'altération de cuivre natif dans le basalte, se trouvant dans des fractures et des cavités, déposé par circulation d'eaux souterraines riches en chlorures ou en fluides connés. Un minéral orthorhombique similaire, la calumétite, se forme par le même processus. On le trouve associé à la trémolite, au quartz, à l'épidote, à la monazite, au cuivre natif, à la cuprite et à la paratacamite dans la région de la mine Centennial. Il est également présent dans la mine Cole à Bisbee, dans le comté de Cochise, en Arizona, ainsi qu'à Villahermosa, dans le Sonora, au Mexique. On le retrouve sous forme de laitier à Richelsdorf, en Hesse, en Allemagne, et à Lávrio, en Grèce. Au total, 6 gisements sont recensés par la base de données Mindat.org.